# 2015 في أستراليا
فيما يلي قوائم الأحداث التي وقعت خلال عام 2015 في أستراليا.

## سياسة

### تعيين في المنصب
- 25 مارس – كاتي غالاغر عضو مجلس الشيوخ الأسترالي [الإنجليزية]‏.
- 15 سبتمبر – مالكولم تورنبول رئيس الوزراء الأسترالي.

### انتهاء فترة المنصب
- 31 يناير – مايكل بوتشي عضو المجلس التشريعي ولاية كوينزلاند.
- 24 مارس – كيت لوندي عضو مجلس الشيوخ الأسترالي [الإنجليزية]‏.
- 14 سبتمبر – مالكولم تورنبول Minister for Communications (Australia) [الإنجليزية]‏،Minister for Communications (Australia) [الإنجليزية]‏.
- 15 سبتمبر – توني أبوت رئيس الوزراء الأسترالي.

## رياضة
- 1 يناير – أستراليا المفتوحة 2015
- 1 يناير – طواف هيرالد صن 2015
- 1 فبراير – سباق كاديل ايفانز 2015 الفائزون Alex Clements  [لغات أخرى]‏، سيمون كلارك، ناثان هاس، بي إم سي راسينغ 2015 [الإنجليزية]‏، ماكسيم بويه، جياني ميرسمان.
- 15 مارس – جائزة أستراليا الكبرى 2015 الفائز لويس هاملتون.

## أفلام
من الأفلام التي صدرت هذه السنة في أستراليا:
- 1 يناير – أرض الغريب
- 1 يناير – ارتجاج في المخ من إخراج بيتر لاندسمان [الإنجليزية]‏.
- 1 يناير – الحياة من إخراج أنطون كربيجن.
- 1 يناير – الضوء بين المحيطات من إخراج ديريك كيانفرانس.
- 1 يناير – بارتيزان من إخراج Ariel Kleiman [الإنجليزية]‏.
- 1 يناير – صانع الفساتين من إخراج جوكلين مورهوس.
- 1 يناير – صرخة الرعب من إخراج روب ليترمان [الإنجليزية]‏.
- 1 يناير – طائرات ورقية من إخراج روبرت كونولي.
- 1 يناير – في قلب البحر من إخراج رون هاوارد.
- 4 فبراير – صعود جوبيتر من إخراج ليلي وتشاوسكي [الإنجليزية]‏، لانا وتشاوسكي [الإنجليزية]‏.
- 13 مايو – ماد ماكس: فيوري رود من إخراج جورج ميلر.
- 28 مايو – سان أندرياس من إخراج براد بايتون.
- 8 أكتوبر – بان من إخراج جو رايت.
- 7 ديسمبر – آني من إخراج ويل جلوك.
- 25 ديسمبر – قناص أمريكي من إخراج كلينت إيستوود.

## برامج ومسلسلات وأنمي
- مدمرو الخرافات

## وفيات

### يناير
- 7 يناير – رود تايلور (مواليد 1930) ممثل أسترالي.
- 29 يناير – كولين مكلو (مواليد 1937)

### أبريل
- 13 أبريل – ثيلما كوين لونغ (مواليد 1918) لاعبة كرة مضرب أسترالية.
- 27 أبريل – أندرو ليزني (مواليد 1956) مصوّر سينمائي أسترالي.

### يونيو
- 1 يونيو – جوان كيرنير (مواليد 1938) سياسية أسترالية.
- 17 يونيو – رون كلارك (مواليد 1937)
- 24 يونيو – والتر براون (مواليد 1949)

### يوليو
- 1 يوليو – ديفيد كريغ (مواليد 1919) كيميائي أسترالي.

### أغسطس
- 22 أغسطس – آرثر موريس (مواليد 1922) لاعب كركيت أسترالي.

### نوفمبر
- 20 نوفمبر – كيث ميشل (مواليد 1928)

### ديسمبر
- 2 ديسمبر – أندرو جونز (مواليد 1944) سياسي أسترالي.
- 15 ديسمبر – توم أردن (مواليد 1961) كاتب بريطاني.